# 12 стульев (мюзикл)
12 стульев — мюзикл по роману И. Ильфа и Е. Петрова «Двенадцать стульев» композитора Игоря Зубкова, поставленный в Москве, на сцене Московского дворца молодёжи (МДМ) режиссёром Тиграном Кеосаяном.
Либретто — Т. Кеосаяна и А. Вулых.
Продюсеры — Дмитрий Богачёв и Александр Цекало.
Основным элементом декорации является девятиметровая «башня Татлина», которая с помощью специальных механизмов моментально трансформируется для нужного эпизода. Музыка композитора Игоря Зубкова, охватывает наиболее популярные музыкальные стили 20-х — 80-х годов: от блюза до поп-музыки и рок-н-ролла.
Анонсирован в конце июля 2003 года; премьера 7 ноября 2003 года.
5 сентября 2003 года актёры труппы открыли День города в ГЦКЗ «Россия» и 7 сентября закрыли его этим же номером на Васильевском спуске, исполнив заглавный хит из мюзикла — «Песню о Москве». 

29 февраля 2004 года мюзикл был сыгран в 100-й раз (создатели мюзикла Игорь Зубков, Тигран Кеосаян, Егор Дружинин и Александр Цекало вышли на сцену в главных и второстепенных ролях и отыграли отдельные номера вместе с актёрами).
Мюзикл был весьма популярен, но, прожив восемь месяцев на сцене МДМ в режиме ежедневного показа, оказался финансово убыточным. 

## Актёры
- Остап Бендер — Джемал Тетруашвили (также др. актёры)
- Ипполит Матвеевич Воробьянинов — Игорь Балалаев
- Мадам Грицацуева — Виктория Пивко
- Безенчук — Максим Заусалин
- Мадам Петухова — Юлия Артёмова
- Отец Фёдор — Алексей Емцов
- Лиза — Мария Шорстова
- Аукционист — Константин Соколов
- Эллочка-людоедочка — Ирина Котельникова
- Фима — Ольга Белая
- Инженер Щукин — Алексей Россошанский
- Капитан — Бобров Алексей
- Максим Горький — Константин Сироткин
- Монтёр Мечников — Владимир Кисаров
- Капитан — Марат Абдрахимов

В других ролях:
- Юлия Артёмова
- Светлана Атлякова
- Ольга Белая
- Алексей Бобров
- Андрей Борисов
- Алёна Бурова
- Павел Глухов
- Анна Гученкова
- Алексей Емцов
- Анна Жилина
- Максим Заусалин
- Ирина Кашуба
- Владимир Кисаров
- Елена Коновалова
- Ирина Котельникова
- Юлия Михайлова
- Эльвина Мухутдинова
- Ирина Перова
- Виктория Пивко
- Марк Подлесный
- Валентина Рубцова
- Алексей Россошанский
- Константин Сироткин
- Константин Соколов
- Елена Терехова
- Алёна Фиргер
- Александр Фоменко
- Мария Шорстова
- Лика Рулла

## Творческий коллектив
- авторы либретто: Тигран Кеосаян и Александр Вулых;
- режиссёры-постановщики: Тигран Кеосаян и Александр Цекало;
- композитор Игорь Зубков;
- поэт-песенник Александр Вулых;
- концертмейстер Татьяна Солнышкина (концертмейстер «Норд-Оста», «Метро» и «Notre Dame de Paris»);
- хореограф Егор Дружинин (танцевал в «Чикаго»);
- дирижёры: Ара Карапетян (дирижировал в мюзикле «Норд-Ост»); Алексей Ходорченков (дирижировал в мюзиклах «Метро», «Chicago», «We Will Rock You»).
- художник по свету Дамир Исмагилов;
- художник по костюмам Валентина Комолова.

## Критика
Давид Тухманов, видевший почти все мюзиклы, показывавшиеся в России, оценивал их с музыкальной точки зрения невысоко, а «12 стульев» — как один из самых слабых:
Как музыкант я вижу, что музыкальная основа этих спектаклей значительно слабее, чем постановочная. В режиссуре задействованы очень активные творческие силы, и действо создаётся весьма изобретательное и зрелищное. Однако не случайно мюзиклов появляется много, но редко какой становится хитом.
<…>
Не спорю, это нормальная, хорошая музыка, только вот без особой яркости. А в отечественных мюзиклах — «Норд-Ост» и «12 стульев» — музыка и вовсе носит прикладной характер и самостоятельного значения не имеет.